# Пигмејска уљешура
Пигмејска уљешура (лат. Kogia breviceps) је врста кита из парвореда китова зубана (Odontoceti).

## Распрострањење
Ареал пигмејске уљешуре обухвата већи број држава.
Врста има станиште у Америчкој Самои, Анголи, Антигви и Барбуди, Аргентини, Аруби, Аустралији, Бангладешу, Барбадосу, Бахамским острвима, Белизеу, Бенину, Бермудским острвима, Бразилу, Брунеју, Венецуели, Габону, Гани, Гваделупу, Гвајани, Гватемали, Гвинеји Бисао, Гибралтару, Гренади, Гваму, Данској, Девичанским острвима, Доминиканској Републици, Доминици, Екваторијалној Гвинеји, Зеленортским острвима, Индонезији, Ирану, Ирској, Јамајци, Јапану, Јемену, Јужноафричкој Републици, Кајманским острвима, Камбоџи, Камеруну, Канади, Кенији, Кини, Кирибатима, Колумбији, Коморима, Куби, Куковим острвима, Либерији, Мадагаскару, Малдивима, Малезији, Мароку, Мартинику, Маршалским острвима, Мауританији, Мексику, Намибији, Науруу, Немачкој, Нигерији, Нигеру, Никарагви, Новом Зеланду, Обали Слоноваче, Оману, Пакистану, Палауу, Панами, Папуи Новој Гвинеји, Перуу, Порторику, Португалу, Салвадору, Самои, Светој Луцији, Светом Винсенту и Гренадинију, Светом Китсу и Невису, Сенегалу, Сијера Леонеу, Сингапуру, Сједињеним Америчким Државама, Соломоновим острвима, Сомалији, Суринаму, Тајланду, Танзанији, Тогу, Тонги, Тринидаду и Тобагу, Уједињеним Арапским Емиратима, Уједињеном Краљевству, Филипинима, Фиџију, Француској, Француској Гвајани, Хаитију, Холандским Антилима, Хонгконгу, Хондурасу, Чилеу, Џибутију, Шпанији и Шри Ланци.

## Станиште
Станишта врсте су шуме и морски екосистеми. Врста је присутна на подручју Тихог океана.

## Угроженост
Подаци о распрострањености ове врсте су недовољни.